# پارابیوز

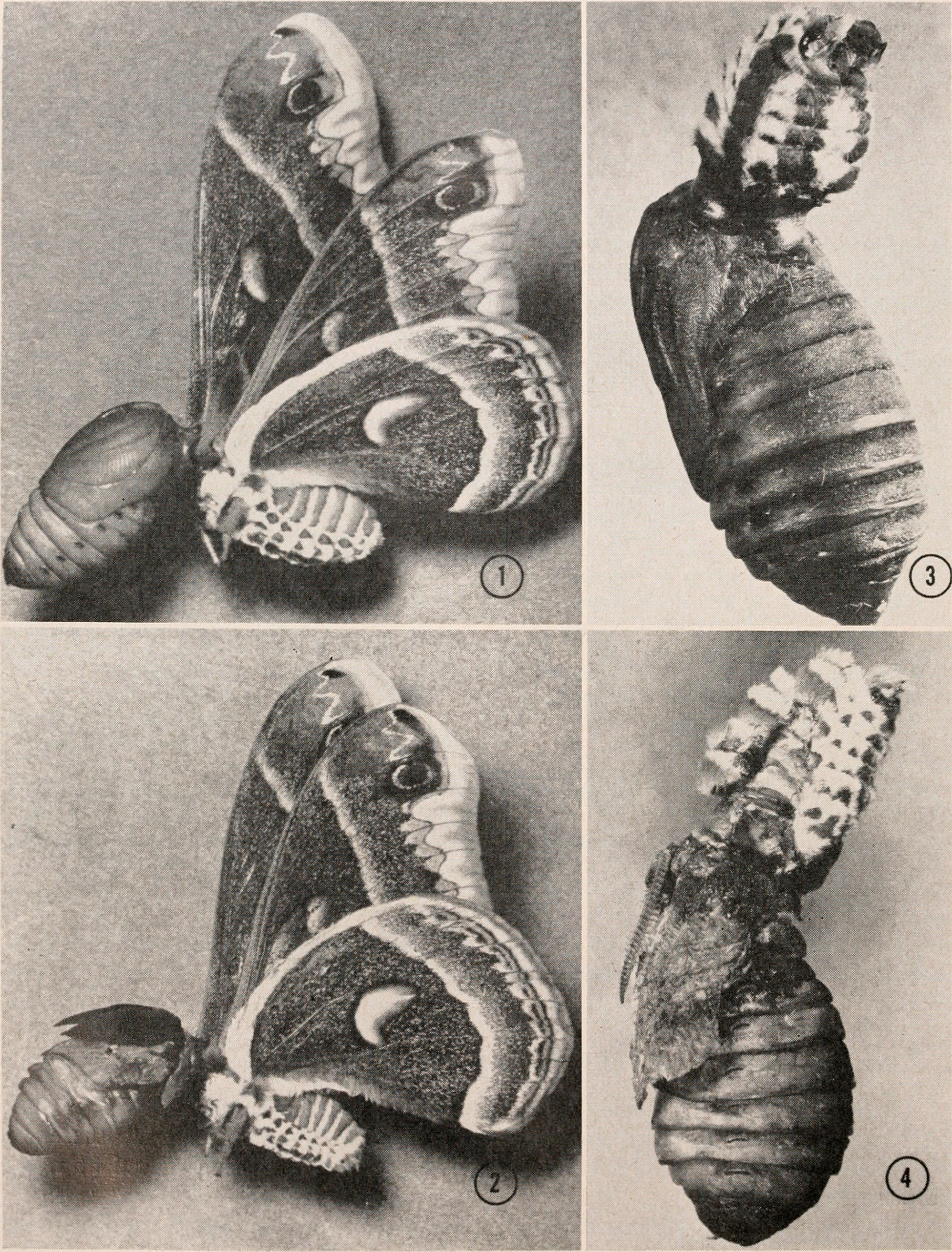
سمت چپ: پیوند پروانه بی‌سر سکروپیا به شفیره کرم ابریشم Polyphemus. سمت راست: اتصال شکم شب‌پره سکروپیا به شفیره سکروپیا.

پارابیوز (به انگلیسی: parabiosis) یک تکنیک آزمایشگاهی است که در تحقیقات فیزیولوژیکی استفاده می‌شود. این نام از واژه‌ای یونانی به معنای «حیات مجاور» گرفته شده است. این تکنیک شامل پیوند جراحی دو موجود زنده به گونه‌ای است که آنها یک سیستم فیزیولوژیکی واحد و مشترک ایجاد می‌کنند. از طریق این رویکرد منحصر به فرد، محققان می‌توانند تبادل خون، هورمون‌ها و سایر مواد را بین دو موجود زنده مطالعه کنند و امکان بررسی طیف گسترده‌ای از پدیده‌ها و فعل و انفعالات فیزیولوژیکی را در دست داشته باشند. پارابیوز در زمینه‌های مختلف مطالعاتی از جمله تحقیقات سلول‌های بنیادی، غدد درون‌ریز، تحقیقات پیری و ایمنی‌شناسی مورد استفاده قرار گرفته است.